# Tobias Erler
Tobias Erler (* 17. Mai 1979) ist ein deutscher Radrennfahrer.
Zu Beginn seiner Laufbahn gewann Erler in den Jahren 2003 bis 2007 insgesamt sechs Etappen der Tour de Taiwan, die
Gesamtwertung und eine Etappe der Tour de Korea und das deutsche Eintagesrennen Rund um den Sachsenring. Er fuhr 2006 für das taiwanesische Continental Team Giant Asia Racing Team und in den beiden Folgejahren beim deutschen Team 3C Gruppe.
Erler unterbrach 2009 seine internationale Karriere, um sein 2003 begonnenes Lehramtstudium fortzuführen. Nach dem Abschluss seines Studiums erhielt er ein Angebot, für das iranische Team Tabriz Petrochemical Team zu fahren. Dort war er zwei Jahre aktiv. Bei der malaysischen Tour de Langkawi 2010 trug er das Gelbe Trikot des Gesamtführenden. Außerdem gewann zwei Etappen der International Presidency Tour.
Anschließend hängte er noch zwei weitere Jahre beim österreichischen Continental Team Arbö Gebrüder Weiss-Oberndorfer dran. 2011 wurde er österreichischer Meister im Einzelzeitfahren, bei dem er als Angehöriger einer österreichischen Mannschaft startberechtigt war und gewann die Gesamtwertung der Tour of Thailand sowie zwei Etappen der Tour de Korea. Anschließend beendete er seine internationale Karriere und war nur noch bei nationalen Wettbewerben aktiv.

## Erfolge
2003
- zwei Etappen Tour de Taiwan

2005
- vier Etappen Tour de Taiwan

2006
- Gesamtwertung und eine Etappe Tour de Korea

2007
- Rund um den Sachsenring

2010
- zwei Etappen International Presidency Tour

2011
- Gesamtwertung und eine Etappe Tour of Thailand
- zwei Etappen Tour de Korea
- Mannschaftszeitfahren Azerbaïjan Tour

## Teams
- 2006 Giant Asia Racing Team
- 2007 Team 3C-Gruppe Lamonta
- 2008 Team 3C Gruppe
- 2010 Tabriz Petrochemical Cycling Team
- 2011 Tabriz Petrochemical Team
- 2012 ARBÖ Gebrüder Weiss-Oberndorfer
- 2013 ARBÖ Gebrüder Weiss-Oberndorfer